# Портоне дел Пицо (Парма)
Портоне дел Пицо је насеље у Италији у округу Парма, региону Емилија-Ромања.
Према процени из 2011. у насељу је живело 24 становника. Насеље се налази на надморској висини од 34 м.